# Typopsilopa natalensis
Typopsilopa natalensis är en tvåvingeart som beskrevs av Wirth 1956. Typopsilopa natalensis ingår i släktet Typopsilopa och familjen vattenflugor. Inga underarter finns listade i Catalogue of Life.